# Euxoa dentata
Euxoa dentata är en fjärilsart som beskrevs av Feichtenberger 1962. Euxoa dentata ingår i släktet Euxoa och familjen nattflyn. Inga underarter finns listade i Catalogue of Life.